# Emma Coradi-Stahl
Emma Coradi-Stahl née le 9 novembre 1846 à Dozwil et morte le 8 avril 1912 à Zurich, est fondatrice de la Société d’utilité publique des femmes suisses et une militante pour la formation professionnelle des jeunes filles en Suisse.

## Biographie
Elle s’installe à Aarau avec son mari et ouvre une boutique de broderie. Elle rejoint en 1885 l’Alliance des sociétés féminines suisses et fonde la Société d’utilité publique des femmes à Aargau. En 1888 elle compte parmi les fondatrices de la Société d’utilité publique des femmes suisses dont elle est élue présidente en 1908,,.
Elle œuvre pour la création de l’école d’infirmières et de l’hôpital pour femmes à Zurich, et de l’école d’horticulture pour jeunes filles à Niederlenz. Grâce à ses efforts les écoles de ménage ouvrent leurs portes, et les cours de formation continue en économie familiale sont organisés. Invitée par le Conseil fédéral en 1892 à l’Exposition artisanale de Bâle, elle donne une conférence sur la nécessité de la formation professionnelle des jeunes filles,,.
En 1902 elle publie son livre intitulé Wie Gritli haushalten lernt (Comment Gritli apprend à tenir son ménage).